# Craimar
Craimar ist ein weilerartiger Ortsteil von Breitungen/Werra im Landkreis Schmalkalden-Meiningen in Thüringen.

## Lage
Craimar befindet sich westlich von Breitungen und Werra in deren Niederung. Das westlich nach dem Weiler ansteigende Gelände ist an den Hängen und Anhöhen bewaldet.

## Geschichte
Am 19. Februar 1318 wurde erstmals das angelegte Gehöft urkundlich erwähnt.
Zu Breitungen gehörten einige angesiedelte landwirtschaftliche Einzelgehöfte, die sich dann weiter entwickelten. Dazu gehörte auch Craimar.
In Craimar wurde 1936 der neue Friedhof der Gemeinde Breitungen angelegt, nachdem der alte Friedhof im heutigen Friedenspark voll ausgelastet war. Es wurde nach einem großen Grundstück außerhalb der Siedlungsgrenzen gesucht und schließlich am Waldrand nahe Craimar gefunden. Nach dem Zweiten Weltkrieg wurden zahlreiche Opfer von Zwangsarbeit aus Breitungen und umliegenden Gemeinden auf dem Friedhof begraben. Zu ihrer Erinnerung wurde ein Denkmal errichtet.